# تخم‌ها به دیوار
تخم‌ها به دیوار (به انگلیسی: Balls to the Wall) (به‌معنی تخت‌گاز رفتن) عنوان پنجمین آلبوم استودیویی گروه هوی متال آلمانی اکسپت است. این آلبوم در دسامبر ۱۹۸۳ توسط شرکت لارک رکوردز در آلمان منتشر شد و با کمی تأخیر آلبوم در آمریکا توسط پورتره رکوردز منتشر گشت. تخم‌ها به دیوار پرفروش‌ترین آلبوم اکسپت بوده و فروش بیش از دو میلیون کپی را در کارنامه خود داشته است و تنها آلبوم اکسپت است که نشان گلد آمریکا را از آن خود کرده است. قطعه «تخم‌ها به دیوار» نام اکسپت را جاویدان کرد و امروزه این قطعه را یک استاندارد برای موسیقی متال می‌شناسند.

## فهرست آهنگ‌ها
آهنگسازی تمامی ترانه‌ها بوسیله اعضای گروه اکسپت انجام شده شده مگردر موردی که ذکر شده است.
| شماره | نام آهنگ                              | مدت  |
| ----- | ------------------------------------- | ---- |
| ۱     | «تخم‌ها به دیوار»                      | ۵:۵۰ |
| ۲     | «پسران چرم‌پوش لندن»                   | ۳:۵۷ |
| ۳     | «مبارزه برای بازپس‌گیری»               | ۳:۳۰ |
| ۴     | «ناامیدانه» (دیفای)                   | ۴:۱۹ |
| ۵     | «از دست دادن آنچه بیشتر از آن تو بود» | ۵:۰۴ |
| ۶     | «کودک حرامزاده»                       | ۳:۳۵ |
| ۷     | «مرا به کار بینداز»                   | ۵:۱۲ |
| ۸     | «بازندگان و برندگان»                  | ۴:۱۹ |
| ۹     | «نگهبان شب»                           | ۴:۲۵ |
| ۱۰    | «رویاهای زمستانه                      | ۴:۴۵ |

از این آلبوم دو نسخه رمستر شده منتشر شده است که یکی توسط سونی میوزیک و دیگری توسط بی‌ام‌جی منتشر گشته است و در هر نسخه دو قطعه اهدایی نیز وجود دارد.